# Taiojka
Taiojka (en rus: Таёжка) és un poble del krai de Primórie, a l'Extrem Orient de Rússia, que en el cens del 2010 tenia 347 habitants.